# SBS 낮 종합뉴스
《SBS 낮 종합뉴스》는 SBS 러브FM에서 매일 낮 12시부터 낮 12시 15분까지 방송되는 SBS 러브FM의 낮 종합 뉴스 프로그램이다.

## 방송 시간
- 공휴일, 연휴에는 일반 뉴스로 방송 중이다.

| 방송 채널  | 방송 기간                          | 방송 시간                         |
| ---------- | ---------------------------------- | --------------------------------- |
| SBS 러브FM | 1991년 3월 20일 ~ 1991년 5월 31일  | 매일 낮 12:00 ~ 낮 12:30 (30분)   |
| SBS 러브FM | 1991년 6월 1일 ~ 1997년 6월 29일   | 매일 낮 12:00 ~ 낮 12:20 (20분)   |
| SBS 러브FM | 1997년 6월 30일 ~ 1998년 12월 31일 | 매일 오전 11:30 ~ 낮 12:00 (30분) |
| SBS 러브FM | 1999년 1월 1일 ~ 1999년 9월 10일   | 매일 오전 11:40 ~ 낮 12:00 (20분) |
| SBS 러브FM | 1999년 9월 11일 ~ 2017년 8월 31일  | 매일 낮 12:00 ~ 낮 12:20 (20분)   |
| SBS 러브FM | 2017년 9월 1일 ~ 현재              | 매일 낮 12:00 ~ 낮 12:15 (15분)   |

## 앵커

### 매일

#### 남성
| 대수 | 진행자                      | 진행 기간                           | 비고  |
| ---- | --------------------------- | ----------------------------------- | ----- |
| 1대  | 박영만 前 아나운서팀 부국장 | 일자 미상 ~ 2011년                  |       |
| 2대  | 신용철 前 아나운서팀 부국장 | 2011년 ~ 2014년 11월 9일            |       |
| 3대  | 손범규 前 아나운서팀 부장   | 2014년 11월 10일 ~ 2015년 10월 4일  |       |
| 4대  | 박상도 아나운서팀장         | 2015년 10월 5일 ~ 2016년 12월 31일  |       |
| 5대  | 박광범 아나운서팀 부장      | 2017년 1월 1일 ~ 2019년 1월 27일    |       |
| 6대  | 신용철 前 아나운서팀 부국장 | 2019년 1월 28일 ~ 2020년 12월 20일  | [ 1 ] |
| 7대  | 손범규 前 아나운서팀 부장   | 2020년 12월 21일 ~ 2021년 10월 31일 | [ 2 ] |
| 8대  | 박광범 아나운서팀 부장      | 2021년 11월 1일 ~ 현재              | [ 3 ] |

#### 여성
| 대수 | 진행자             | 진행 기간                           | 비고 |
| ---- | ------------------ | ----------------------------------- | ---- |
| 1대  | 유영미 아나운서    | 1991년 일자 미상 ~ 일자 미상        |      |
| 2대  | 박선영 前 아나운서 | 2007년 일자 미상 ~ 2011년 일자 미상 |      |
| 3대  | 김지연 前 아나운서 | 2011년 일자 미상 ~ 2017년 일자 미상 |      |
| 4대  | 이현경 아나운서    | 2011년 일자 미상 ~ 2017년 일자 미상 |      |
| 5대  | 박은경 아나운서    | 2011년 일자 미상 ~ 2017년 일자 미상 |      |
| 6대  | 이혜승 아나운서    | 2011년 일자 미상 ~ 2017년 일자 미상 |      |
| 7대  | 류이라 아나운서    | 2011년 일자 미상 ~ 2017년 일자 미상 |      |
| 8대  | 김소원 아나운서    | 2011년 일자 미상 ~ 2017년 일자 미상 |      |
| 9대  | 유혜영 아나운서    | 2011년 일자 미상 ~ 2017년 일자 미상 |      |
| 10대 | 최혜림 아나운서    | 2011년 일자 미상 ~ 2017년 일자 미상 |      |
| 11대 | 정미선 아나운서    | 2011년 일자 미상 ~ 2017년 일자 미상 |      |
| 12대 | 윤현진 아나운서    | 2017년 9월 1일 ~ 2019년 일자 미상   |      |

### 주말
| 대수 | 진행자             | 진행 기간                         | 비고 |
| ---- | ------------------ | --------------------------------- | ---- |
| 1대  | 유혜영 아나운서    | 2012년 1월 1일 ~ 2016년 5월 22일  |      |
| 2대  | 장예원 前 아나운서 | 2016년 5월 28일 ~ 2017년 2월 26일 |      |
| 3대  | 김선재 아나운서    | 2017년 3월 4일 ~ 2017년 8월 27일  |      |

## 타이틀 변천사
현재 타이틀은 2017년 9월 1일을 기준으로 한다.
| 기수 | 프로그램 타이틀  | 방송 기간                         |
| ---- | ---------------- | --------------------------------- |
| 1기  | SBS 정오종합뉴스 | 1991년 3월 20일 ~ 1997년 6월 29일 |
| 2기  | SBS 낮 종합뉴스  | 1997년 6월 30일 ~ 1999년 9월 10일 |
| 3기  | SBS 정오종합뉴스 | 1999년 9월 11일 ~ 2017년 8월 31일 |
| 4기  | SBS 낮 종합뉴스  | 2017년 9월 1일 ~ 현재             |

## 동시간대 경쟁 프로그램
- 뉴스 중계탑 (KBS 1라디오)